# Schasiura mimica
Schasiura mimica là một loài bướm đêm thuộc phân họ Arctiinae, họ Erebidae.